# Mimoso do Sul (ort)
Mimoso do Sul är en ort i Brasilien.   Den ligger i kommunen Mimoso do Sul och delstaten Espírito Santo, i den sydöstra delen av landet, 900 km sydost om huvudstaden Brasília. Mimoso do Sul ligger 74 meter över havet och antalet invånare är 14 044.
Terrängen runt Mimoso do Sul är huvudsakligen kuperad. Mimoso do Sul ligger nere i en dal. Det finns inga andra samhällen i närheten.
Omgivningarna runt Mimoso do Sul är huvudsakligen savann. Runt Mimoso do Sul är det ganska tätbefolkat, med 54 invånare per kvadratkilometer.